# Anneville-Ambourville
Anneville-Ambourville é uma comuna francesa na região administrativa da Normandia, no departamento de Sena Marítimo. Estende-se por uma área de 20,54 km². Em 2010 a comuna tinha 1 216 habitantes (densidade: 59,2 hab./km²).